# Aulhat-Saint-Privat
Aulhat-Saint-Privat era una comuna francesa situada en el departamento de Puy-de-Dôme, de la región de Auvernia-Ródano-Alpes, que el 1 de enero de 2016 pasó a ser una comuna delegada de la comuna nueva de Aulhat-Flat al fusionarse con la comuna de Flat.
Tiene una población estimada, a inicios de 2022, de 479 habitantes.

## Demografía
| Gráfica de evolución demográfica de Aulhat-Saint-Privat entre 1800 y 2022 |
|                                                                           |

Los datos demográficos contemplados en este gráfico de la comuna de Aulhat-Saint-Privat se han cogido de 1800 a 1999 de la página francesa EHESS/Cassini, y los demás datos de la página del INSEE.